# M12 (天体)
M12 (NGC 6218) は、へびつかい座にある球状星団。距離16000光年。1764年シャルル・メシエが発見した。メシエはM12を星雲であるとして「星はない。まるく微か」と記している。1783年ウィリアム・ハーシェルによって初めて星に分解された。
M12は北に家やロケットのような形の星の並びがあり、V字型に縁取られている。その後ろにロケットからはき出される煙のような形の明るい星々を、風にたなびく吹き流しのように連ねている。これをスミスは「星々の葬列」とたとえ、ウィリアム・パーソンズは「散在する触手」と表現している。ゆるく星が集まった中心部の周囲には色とりどりの星の集団に囲まれている。
直径は約100光年。密集度が低く、散開星団と球状星団のあいのこと考えられていた。小口径でかなりの星が分離でき楽しめる球状星団の一つである。口径5cm7倍の双眼鏡ではM10と同視野に見ることができる。このように見える球状星団のペアは、この組み合わせだけである。また、見かけだけでなく実際にこの2つの球状星団は3700光年しか離れておらず、事実上宇宙で隣同士であるといえる。周辺の微星は口径8cm程度の望遠鏡で見え始め、口径15cm程度の望遠鏡では条件が良ければ中心部まで分離できる。全体の形はわずかにゆがんでいて、中に薄暗い部分があることに気づかされる。M10とは大きさや明るさが同程度なのに、密集度などのタイプが違うのが面白い。